# لواود ویلکی
لواود ویلکی (به لاتین: Lewałd Wielki) یک روستا در لهستان است که در گمینا دانبروونو واقع شده‌است. لواود ویلکی ۲۴۰ نفر جمعیت دارد.